# بيت شطيقة (الريدة)
'

تعديل مصدري - تعديل

جروب بيت شطيقه(حراض هي إحدى قرى عزلة الريدة وقصيعر بمديرية الريدة وقصيعر التابعة لمحافظة حضرموت، بلغ تعداد سكانها 55 نسمة حسب تعداد اليمن لعام 2004.